# 蜜蜂张街道
蜜蜂张街道，是中华人民共和国河南省郑州市二七区下辖的一个乡镇级行政单位，名称来源于清末由开封辗转至此的张姓养蜂人。

## 行政区划
蜜蜂张街道下辖以下地区：
蜜蜂张南社区、西工房社区、马砦社区、京广北路社区和和平新村社区。